# Netelia ceylonica
Netelia ceylonica är en stekelart som först beskrevs av Cameron 1897.  Netelia ceylonica ingår i släktet Netelia och familjen brokparasitsteklar. Inga underarter finns listade i Catalogue of Life.